# Huracán Paul (2006)
El huracán Paul fue un huracán que finalmente afectó a México como depresión tropical en octubre de 2006. Se desarrolló a partir de un área de baja presión el 21 de octubre y se intensificó lentamente a medida que se trasladaba a un área de aguas cálidas y cizalladura del viento progresivamente decreciente. Fue el decimosexto tormenta nombrada y la décimo huracán de la temporada de huracanes del Pacífico de 2006. Paul alcanzó el estado de huracán el 23 de octubre, y más tarde ese día alcanzó su intensidad máxima de 105 mph (165 km/h), un fuerte huracán de categoría 2 en la escala de huracanes de Saffir-Simpson. Un fuerte abrevadero convirtió al huracán al norte y al noreste en un área de fuerte cizalladura vertical, y Paul se debilitó a una tormenta tropical el 24 de octubre. Se desplazó hacia el noreste y después de pasar una corta distancia al sur de Baja California Sur se convirtió la circulación de bajo nivel desacoplado del resto de la convección. Paul se debilitó a una depresión tropical el 25 de octubre a poca distancia de la costa de México, y luego de alejarse brevemente de la costa, tocó tierra en el noroeste de Sinaloa el 26 de octubre.
Paul fue el tercer huracán que amenazó al oeste de México en la temporada, y los otros fueron los huracanes John y Lane. Los oleajes mataron a dos personas en el estado de Baja California Sur, mientras se informó sobre inundaciones en Sinaloa. Los daños ascendieron a más de $35 millones (2006 USD).

## Historia meteorológica
Una onda tropical se alejó de la costa de África el 4 de octubre de 2006. Se desplazó hacia el oeste a través del Océano Atlántico sin desarrollo y entró en el Océano Pacífico oriental el 18 de octubre. Al día siguiente, se combinó con un área previamente existente de clima perturbado, lo que resultó en una gran área de convección que se extiende hacia el norte en el sur de México. El amplio y desorganizado sistema se movió hacia el oeste a 10-15 mph (16-24 km/h). El 20 de octubre, el sistema desarrolló un área de baja presión y comenzó a mostrar signos de organización. Continuó organizándose, y se convirtió en la depresión tropical Diecisiete-E el 21 de octubre, mientras se encuentra a unos 265 millas (425 km) al sur-suroeste de Manzanillo. Al formarse, la depresión poseía una pequeña circulación de bajo nivel debajo de una circulación de nivel medio bien definida. La cizalladura del viento en el pasado inicialmente restringió el flujo de salida del nivel superior cuando el ciclón se movió hacia el oeste, un movimiento debido a una cresta subtropical hacia el norte.
El las zonas nubosas de la depresión rápidamente se organizó mejor a medida que se desarrolló una banda curva alrededor de la convección intensiva y se estima que el sistema se intensificó en la tormenta tropical que nombró Paul solo seis horas después de la formación. La cizalladura del viento pasajera expuso la circulación de bajo nivel al este de la zona de convección profunda, aunque Paul continuó intensificándose a medida que se movía a través de un área de aguas cálidas y cizalladura del viento que progresivamente debilitaba. La circulación de bajo nivel gradualmente se incrustó más dentro de la convección a medida que mejoraba el zonas nubosas. Los modelos informáticos tenían problemas para predecir el futuro de la tormenta al principio de su vida; el modelo de GFDL pronosticó que Paul alcanzaría vientos de 119 mph (191 km/h), mientras que los modelos globales esperaban que el sistema se disipara entre 48 a 72 horas. A principios del 22 de octubre, la cizalladura del viento comenzó a disminuir, lo que coincidió con un aumento del flujo de salida en su lado este. La tormenta se degradó temporalmente en apariencia al girar hacia el noroeste. Sin embargo, el esquileo se redujo bruscamente sobre Paul a fines del 22 de octubre, lo que provocó que la tormenta generara rápidamente su organización y se intensificara. Un ojo comenzó a desarrollarse dentro de la convección, y Paul se intensificó en un huracán el 23 de octubre.

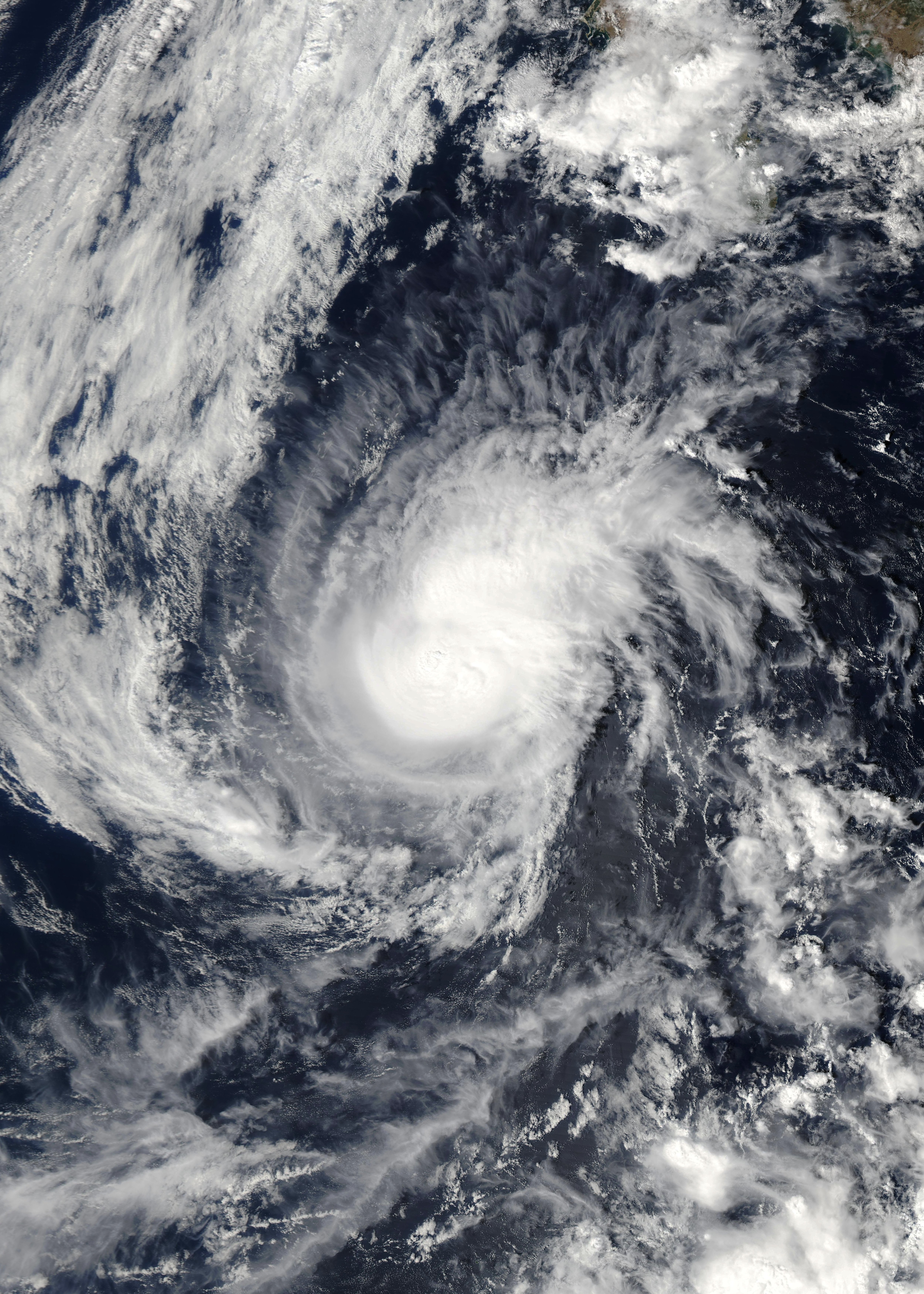
Huracán Paul poco después de su máxima intensidad

Situada en un área de temperaturas cálidas del agua y viento cortante, el huracán Paul continuó intensificándose y organizándose; su ojo definido estaba rodeado por un anillo de convección profunda mientras el flujo de salida permanecía fuerte hacia el norte y el sur. El 23 de octubre, mientras se encontraba a 465 mph (750 km) al sur-suroeste de Cabo San Lucas, Paul alcanzó su intensidad máxima de 105 mph (165 km/h), un huracán de categoría 2 en la escala de huracanes de Saffir-Simpson. Un grande canal ubicado frente a la costa oeste de California convirtió el huracán en el noroeste del país, y luego al norte. La combinación de cizalladura creciente y aire seco rápidamente debilitó a Paul a una tormenta tropical el 24 de octubre, ya que su circulación de bajo nivel se separó de la disminución de la convección. Luego que Paul giró desplazándose hacia el noreste luego de pasar cerca de la isla Socorro. A pesar de la creciente cizalladura del viento de más de 50 mph (85 km/h), Paul siguió siendo una tormenta tropical mientras que su circulación se mantuvo en el lado suroeste de su convección profunda en desarrollo. A principios del 25 de octubre, la tormenta pasó a unos 100 millas (160 km) al sur extremo de Baja California Sur.
La circulación se involucró brevemente con la convección profunda a medida que se aceleraba hacia el noreste, aunque al acercarse a la costa de Sinaloa, el centro nuevamente se desacopló de la circulación de nivel superior. Más tarde ese día, Paul se debilitó a una depresión tropical a poca distancia de la costa de México, y giró hacia el norte. Temprano al día siguiente, la depresión, desprovista de convección profunda, tocó tierra cerca de Isla Altamura, en el noroeste de Sinaloa. Horas más tarde, el Centro Nacional de Huracanes emitió el último aviso sobre la disipación de la depresión tropical.

## Preparativos
Cuando Paul se convirtió en huracán, el gobierno de México emitió una alerta de huracán para Baja California Sur desde Agua Blanca en la costa oeste hasta La Paz en la costa este. Cuando se evidenció una tendencia de debilitamiento a medida que la tormenta giraba hacia el noreste, la alerta de huracanes fue reemplazada por una advertencia de tormenta tropical. 45 horas antes de que la tormenta desplazara, el gobierno de México emitió una vigilancia de tormenta tropical desde Mazatlán a San Evaristo a lo largo de la costa de Sinaloa. Cuando Paul se debilitara a una depresión tropical antes de tocar tierra, la vigilancia de la tormenta tropical para el continente México fue descontinuada. Cuando Paul retuvo el estado de la tormenta tropical durante más tiempo de lo esperado, y ahora se esperaba que tocara tierra como tormenta tropical, se emitió una advertencia de tormenta tropical desde Mazatlán a Atlata, que luego se interrumpió cuando Paul se debilitó a una depresión tropical.
Funcionarios de emergencia cerca del extremo sur de Baja California cerraron escuelas, mientras que los rescatistas ordenaron la evacuación de más de 1,500 personas de los barrios marginales. Los agentes de la policía local fueron de puerta para informar a los residentes potencialmente afectados. Los autobuses llevaron a los ciudadanos evacuados a las escuelas temporalmente establecidas como refugios. Un hotel en Cabo San Lucas informó a los huéspedes de la tormenta que se aproximaba y organizó actividades en el interior para aquellos que se quedaron. Varios turistas terminaron sus vacaciones y se fueron a través de los aeropuertos locales. La amenaza de la tormenta cerró el puerto en Cabo San Lucas, causando demoras en una competencia de pesca local. En Sinaloa, las autoridades evacuaron a más de 5,000 familias en riesgo de inundaciones.

## Impactos

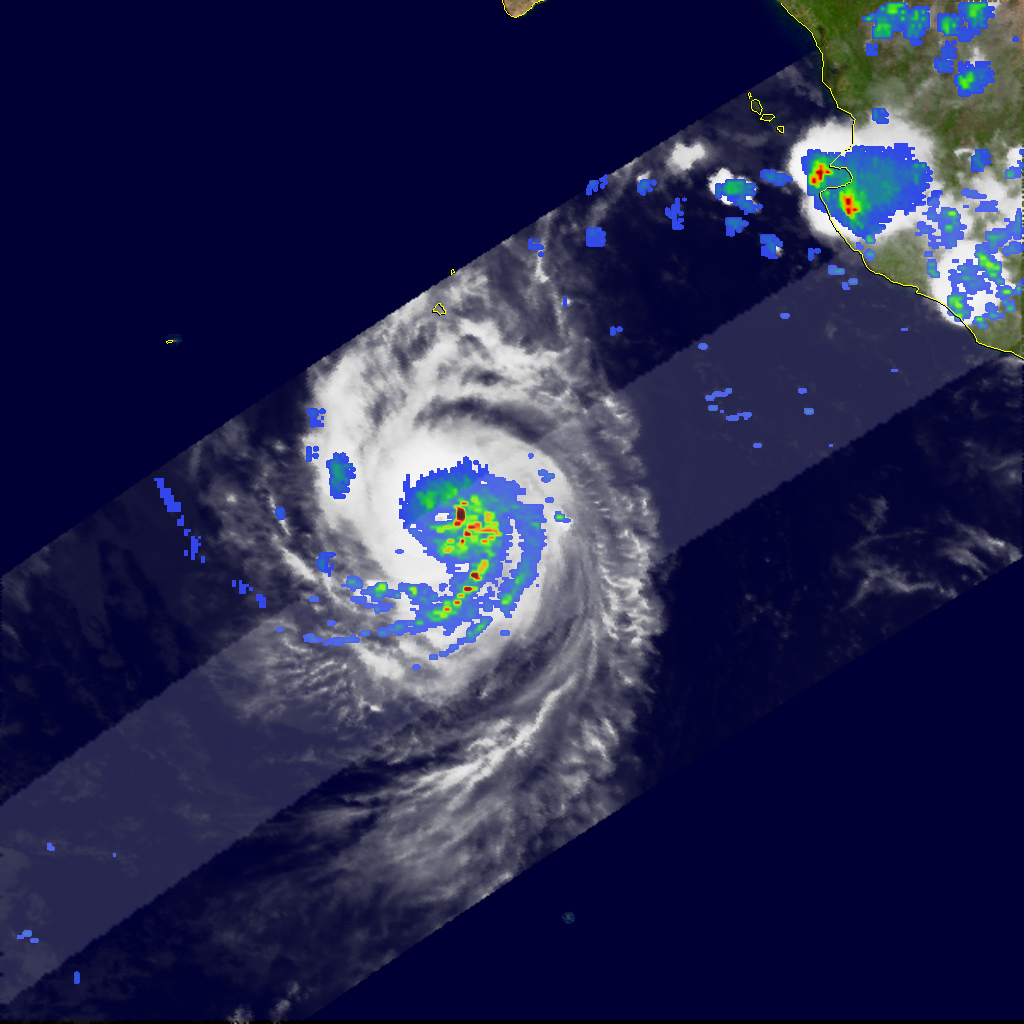
Imagen satelital TRMM del huracán Paul

El Centro Nacional de Huracanes notó que la perturbación precursora tenía el potencial de dejar caer fuertes lluvias que podrían provocar inundaciones repentinas o deslizamientos de tierra en Oaxaca y Guerrero. Sin embargo, no se recibieron informes de daños.
En el sur de Baja California, un pescador se deslizó de las rocas debido a los fuertes mares, mientras que un turista estadounidense fue arrastrado al mar debido a las olas rudas; ambos fueron asesinados. Otras dos personas murieron en Sinaloa cuando un camión fue arrastrado por un río. Paul fue el tercer huracán de la temporada por amenazar a Los Cabos, los otros fueron John y Lane. El huracán causó poco daño en el área, solo produciendo vientos racheados y algunas lluvias. Paul disminuyó las precipitaciones moderadas en México continental, incluyendo un total de 24 horas de 2,3 pulgadas (58 mm) en Mazatlán, Sinaloa y más de 8 pulgadas (200 mm) en ubicaciones aisladas. La lluvia provocó inundaciones, la peor de las cuales ocurrió en Villa Juárez. Allí, un canal se desbordó, mientras que las lluvias inundaron las calles con hasta 3.3 pies (1 m) de agua. 5,000 casas fueron dañadas por las inundaciones, desplazando a 20,000 personas. La tormenta dañó más de 3,700 acres (15 km²) de tierras de cultivo, principalmente frijoles y maíz. Los daños ascendieron a más de $35 millones (2006 MXN, $3.2 millones 2006 USD).